# Biatlon na Zimskih olimpijskih igrah 1984
Biatlon na Zimskih olimpijskih igrah 1984.

## Moški

### 10 km šprint
| Poz | Biatlonec           | Čas (zgr. streli) |
| --- | ------------------- | ----------------- |
| 1   | Eirik Kvalfoss      | 30:53,8 (2)       |
| 2   | Peter Angerer       | 31:02,4 (1)       |
| 3   | Matthias Jacob      | 31:10,5 (0)       |
| 4   | Kjell Søbak         | 31:19,7 (1)       |
| 5   | Alkvimantas Šalna   | 31:20,8 (2)       |
| 6   | Yvon Mougel         | 31:32,9 (2)       |
| 7   | Frank-Peter Roetsch | 31:49,8 (2)       |
| 8   | Fritz Fischer       | 32:04,7 (2)       |

### 20 km posamično
| Poz | Biatlonec           | Čas (zgr. streli) |
| --- | ------------------- | ----------------- |
| 1   | Peter Angerer       | 1:11:52,7 (2)     |
| 2   | Frank-Peter Roetsch | 1:13:21,4 (3)     |
| 3   | Eirik Kvalfoss      | 1:14:02,4 (5)     |
| 4   | Yvon Mougel         | 1:14:53,1 (4)     |
| 5   | Frank Ullrich       | 1:14:53,7 (3)     |
| 6   | Rolf Storsveen      | 1:15:23,9 (4)     |
| 7   | Fritz Fischer       | 1:15:49,7 (4)     |
| 8   | Leif Andersson      | 1:16:19,3 (3)     |

### 4 x 7,5 km štafeta
| Poz    | Reprezentanca                                                                          | Čas (zgr. streli) |
| ------ | -------------------------------------------------------------------------------------- | ----------------- |
| 2      | Sovjetska zveza (Dimitrij Vasiljev, Jurij Kaškarov, Alkvimantas Šalna, Sergej Buligin) | 1:38:51,7 (2)     |
| Silver | Norveška (Odd Lirhus, Eirik Kvalfoss, Rolf Storsveen, Kjell Søbak)                     | 1:39:03,9 (2)     |
| 3      | Zahodna Nemčija (Ernst Reiter, Walter Pichler, Peter Angerer, Fritz Fischer)           | 1:39:05,1 (1)     |